# Tony Mendez
Antonio Joseph Mendez (Eureka, 15 de novembro de 1940 Maryland, 19 de janeiro de 2019), conhecido como Tony Mendez, foi um oficial da CIA, responsável por liderar uma missão que salvou seis diplomatas durante a Revolução Iraniana.